# Bandera del Óblast de Volinia
La bandera del Óblast de Volinia es una bandera con una relación de aspecto de 2:3. En el centro sobre un fondo rojo se encuentra una cruz isósceles de color blanco (plata), tocando los extremos de los bordes de la bandera. En la esquina superior izquierda se encuentra una de las versiones más antiguas de las cruces históricas de Volinia de los siglos XV al XVIII (la llamada Cruz patada).
La bandera se basa en las tradiciones históricas de la región y fue desarrollada y adoptada por iniciativa del presidente de la Sociedad Regional de Historiadores Locales de Volyn, Gennady Bondarenko.
La bandera se asemeja a la bandera de Dinamarca.
La bandera fue aprobada por el consejo regional de Volhynia el 16 de marzo de 2004.